# Total Film
Total Film est un magazine mensuel cinématographique britannique, publié par le groupe Future plc depuis 1997. Avec 69 000 magazines vendus en moyenne par mois en 2012, c'est le deuxième magazine cinématographique ayant le plus grand tirage au Royaume-Uni après Empire. Le magazine comprend des critiques des sorties au cinéma ainsi qu'en DVD et disque Blu-ray, des nouvelles sur les films à venir et des interviews.